# Conquête de Tunis (1535)
Pour les articles homonymes, voir Bataille de Tunis.
La conquête de Tunis de 1535 oppose les troupes de Khayr ad-Din Barberousse et celles de l'empereur Charles Quint pour le contrôle de Tunis, alors sous domination ottomane depuis sa conquête en 1534. 
Elle s'achève avec l'établissement d'une tutelle espagnole sur le gouvernement de Tunis et par l'occupation de La Goulette. Les Ottomans reprennent la ville en 1574.

## Contexte
Charles Quint est, au début du XVIe siècle le prince chrétien le plus puissant : roi d'Espagne (Castille et Aragon), roi de Naples et de Sicile, il est aussi maître des Pays-Bas et des possessions autrichiennes des Habsbourg, et de surcroît empereur du Saint-Empire romain germanique. L'Espagne contrôle cependant quelques présides ou points d'appui au Maghreb — Melilla depuis 1497, Mers el-Kébir depuis 1505, le Peñón de Vélez de la Gomera depuis 1508, Oran depuis 1509, Bougie et Tripoli depuis 1510 — et a un accord avec la dynastie hafside de Tunis. Elle échoue par contre en 1510 dans la prise de Djerba et en 1511 aux îles Kerkennah.
Son principal ennemi est l'Empire ottoman. Les frères Arudj et Khayr ad-Din Barberousse cherchent à s'installer au Maghreb. Ils prennent Jijel en 1514 et, en 1516, le contrôle de la régence d'Alger. En 1519, Khayr ad-Din est sultan d'Alger et vient, en 1534, se placer sous le contrôle ottoman. La même année, il se rend auprès de Soliman le Magnifique pour lui proposer un plan de conquête de la Méditerranée. Il est prévu la reconquête de tous les présides espagnols, puis la conquête de la Corse, la Sardaigne, la Sicile et enfin des Baléares.

### Crise tunisienne (1534)
Khayr ad-Din Barberousse souhaite conquérir Tunis. La proximité du site avec l'Italie en fait une bonne base de départ pour attaquer la Sicile, la Sardaigne et le royaume de Naples. Il profite des querelles de succession qui, à Tunis, affaiblissent la dynastie hafside : le sultan, Abû `Abd Allâh Muhammad V al-Hasan, ne contrôle plus que la capitale et ses alentours. Le 22 août 1534, Barberousse s'empare de Tunis et parvient même à installer une garnison à Kairouan. Mais Charles Quint décide de réagir : après l'expérience malheureuse du Peñón d'Alger, il ne peut permettre à Barberousse d'installer une nouvelle base corsaire.

### Forces de Charles Quint
Le 14 mai 1535, Charles Quint prend la tête d'une expédition forte de 250 navires, dont 25 caravelles du roi du Portugal et 48 galères, ainsi que 25 000 hommes, fantassins et cavaliers, ainsi que de nombreux aventuriers. Il réussit à réunir à Barcelone, autour du pape Paul III, Gênes avec son amiral Andrea Doria, la noblesse portugaise avec l'infant Louis (en), le beau-frère de Charles Quint, les troupes germaniques et italiennes commandées par le marquis del Vasto, gouverneur de Milan et les Hospitaliers de l'ordre de Saint-Jean de Jérusalem. Manquent à l'appel, les Vénitiens, plutôt associés dans le commerce avec les Ottomans et la France, plutôt adversaire de Charles Quint.

## Déroulement

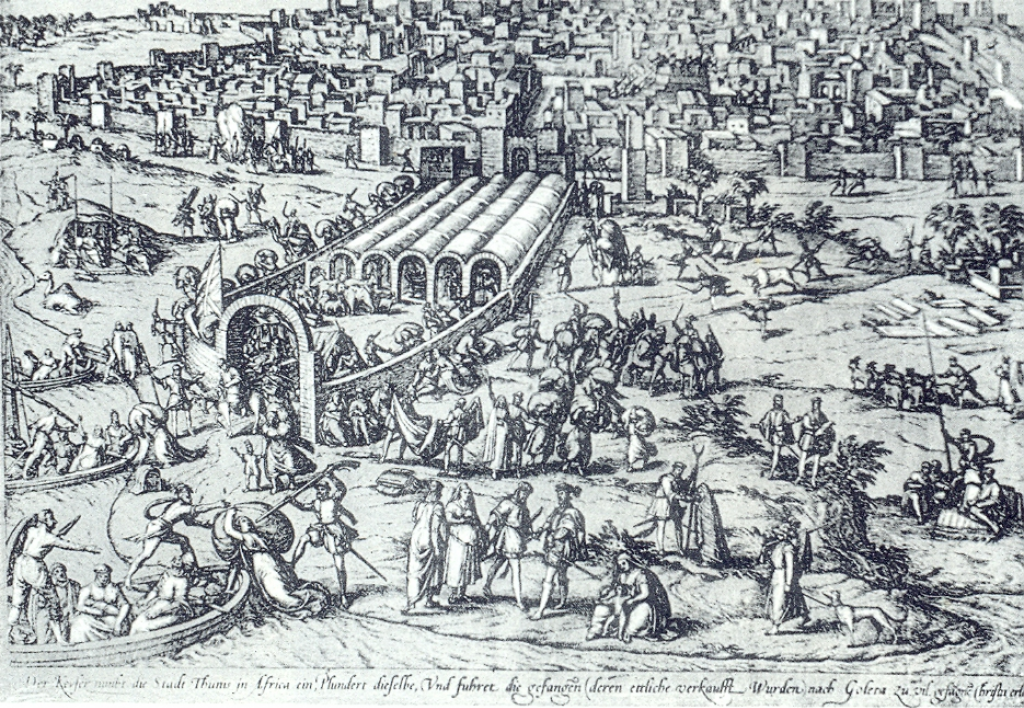
Vue de Bab El Bhar et de l'arsenal lors du sac de Tunis par l'armée de Charles Quint.

Barberousse place 200 janissaires dans la forteresse de La Goulette. Il s'enferme avec 200 autres hommes dans la kasbah de Tunis. Après avoir enfermé les chrétiens, il menace de les faire exécuter mais nombreux sont ceux qui meurent de soif pendant le siège.
Le siège de La Goulette dure plus d'un mois. Charles Quint s'en empare finalement le 4 juillet.
Toute résistance étant devenue aléatoire, Barberousse s'enfuit avec les restes de son armée vers Bône puis Alger, tandis que Charles Quint entre dans Tunis le 21 juillet, par le faubourg de Bab Souika.

## Conséquences

### Charles Quint à Tunis

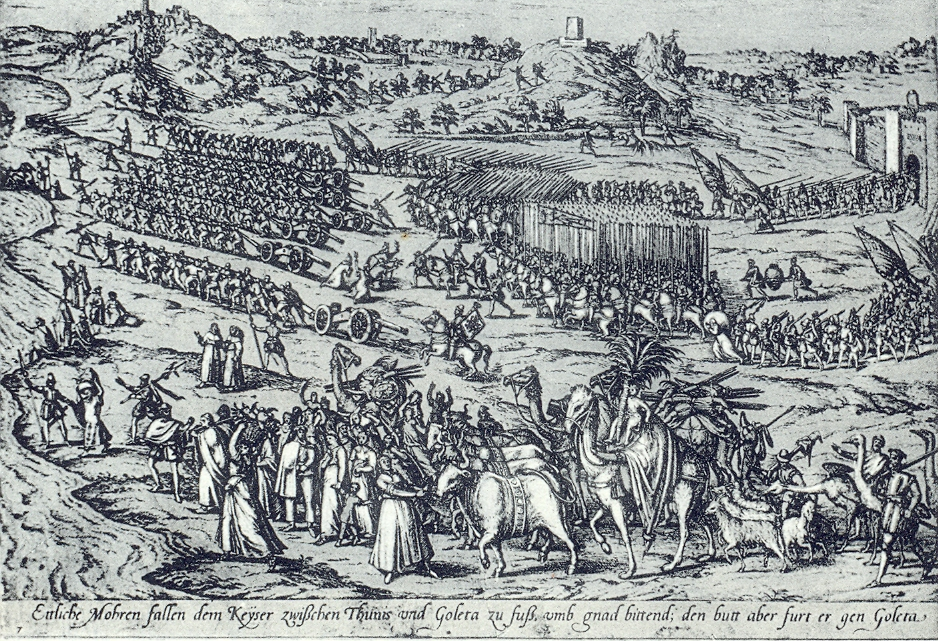
Charles Quint sortant de Tunis à la tête de ses troupes par Jan Cornelisz Vermeyen.

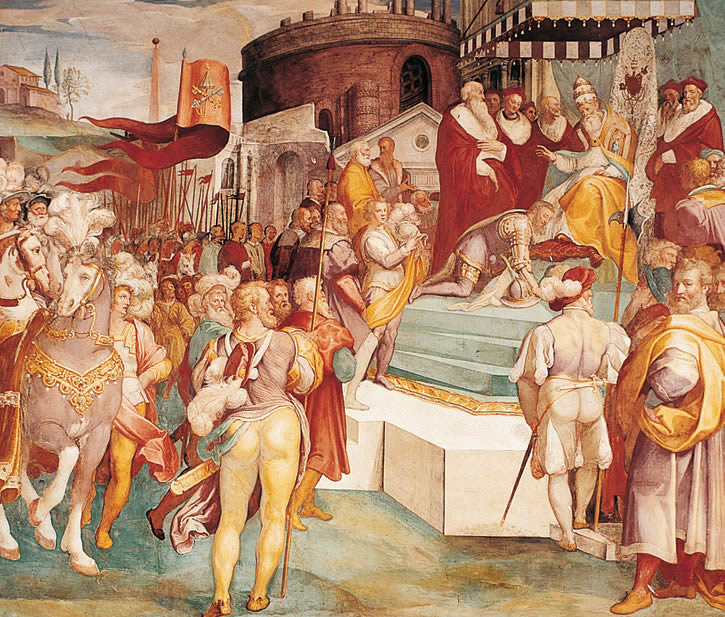
Représentation de Charles Quint annonçant la prise de Tunis au pape Paul III.

Charles Quint et sa suite s'installent dans la résidence hafside de la kasbah, dont les appartements sont d'une « magnificence extraordinaire et meublés royalement ».

### Traité avec le sultan hafside
Pendant ce temps, au camp de La Goulette, la chancellerie impériale établit le traité de paix qui doit être conclu avec Muhammad al-Hasan, rétabli sur son trône. Ce traité, signé le 6 août 1535, place le souverain hafside sous la protection de l'empereur et de ses successeurs : « Le roi de Tunis reconnaît que l'empereur était venu en personne avec une puissante armada prendre les forteresses et la ville de Tunis, pour chasser le tyran Barberousse et le rétablir sur son trône ». En contrepartie, le sultan s'engage à rendre tous les esclaves qui se trouvent dans son royaume, à leur garantir la liberté de circuler et de voyager à leur guise. À compter de ce jour, ni lui ni ses successeurs ne peuvent capturer ni avoir d'esclaves chrétiens, sujets de l'empire ou des couronnes d'Espagne, de Naples et de Sicile. L'empereur Charles Quint, son frère le roi Ferdinand, ou un autre prince qui leur succéderait ne pourront pas non plus consentir qu'il y ait dans leurs domaines des captifs maures sujets du roi de Tunis.
Celui-ci accepte sur son territoire la présence de chrétiens en leur accordant la liberté de culte. Il doit par ailleurs refuser d'accueillir les Maures de Grenade, de Valence, d'Aragon et autres endroits du ressort de l'empereur. Il s'engage à les expulser. Il remet à l'empereur tous les droits qu'il détient sur les villes de Bône, Bizerte et Africa, ainsi que plusieurs autres forts occupés par Barberousse, afin de pouvoir l'expulser ainsi que tous les corsaires qui y ont trouvé refuge. Il cède La Goulette à Charles Quint, ainsi que les terres situées une demi-lieue alentour. Les Espagnols ne devaient pas empêcher les habitants de Carthage de prendre de l'eau dans les puits situés à la Tour de l'Eau. Il laisse aux chrétiens de La Goulette toute liberté de commercer dans tout le royaume, en échange il recevra les taxes sur les achats et les ventes de marchandises. S'il y a délit, seul le capitaine du fort a autorité et peut les punir.
Pour l'entretien de la garnison de la forteresse, le sultan s'engage à payer 12 000 ducats d'or par an. S'il ne satisfait à ce tribut, le capitaine général peut la prélever sur les rentes du royaume. Il reconnaît, réciproquement, la liberté de commercer dans tout son royaume aux sujets de l'empereur. Seul un juge désigné par l'empereur peut connaître les causes, juger et châtier les délinquants. Ses successeurs devront remettre tous les ans, au 25 juillet, un impôt consistant en six chevaux et douze faucons sous peine de 50 000 ducats d'or d'amende, 100 000 la deuxième fois. La troisième fois, ils se verraient confisquer leur royaume. Dans le même temps, ses vassaux ne concluront aucune alliance et ne signeront aucun accord avec un prince maure ou chrétien qui pourrait porter préjudice à l'empereur ou aux rois d'Espagne et ses successeurs (et réciproquement).
L'empereur et le sultan s'engagent réciproquement à entretenir de bons liens d'amitié, de respect réciproque et de liberté de commerce sur mer comme sur terre. Enfin, le sultan et ses successeurs s'engagent à n'accueillir ni corsaires ni pirates, ni aucun ennemi, en jurant de tout faire pour lutter contre eux.

### Situation des Juifs de Tunis
« Les Juifs étaient... en grand nombre à Tunis » rapporte Joseph Ha-Cohen (en), l'auteur de La vallée des pleurs : « Les uns s'enfuirent dans le désert, où, consumés par la soif et la faim, réduits à la plus extrême détresse, ils se virent dépouillés par les Arabes de tout ce qu'ils avaient pu emporter et beaucoup d'entre eux périrent alors ; les autres furent massacrés par les chrétiens lors de leur irruption dans la ville : d'autres encore furent emmenés en captivité par le vainqueur, sans que personne vînt à leur aide en ce jour de la colère divine... ».

### Situation précaire
Le 17 août 1535, Charles Quint quitte Tunis et La Goulette en laissant une garnisons de vétérans. Muhammad al-Hasan est restauré sur le trône hafside mais ses sujets ne lui pardonnent pas d'avoir souscrit un traité avec Charles Quint. Par ailleurs, Charles Quint commet l'erreur de ne pas poursuivre Barberousse jusqu'à Alger. La conquête n'a donc pas modifié les rapports de force.

### Arts
Jan Cornelisz Vermeyen, peintre et tapissier, se voit chargé d'immortaliser la bataille. Les nombreux croquis qu'il y réalise servent notamment pour une suite de douze tapisseries, commandées par Marie de Hongrie.